# Réserve nationale de faune de Saint-Denis
La réserve nationale de faune de Saint-Denis (anglais : St. Denis National Wildlife Area) est une réserve nationale de faune du Canada située en Saskatchewan dans la municipalité rurale de Grant No 372 (en) à proximité du village de Saint-Denis. Elle a été créée en 1968 dans le but d'étudier l'impact de l'agriculture sur la région des fondrières des prairies.

## Toponymie
La réserve nationale de faune de Saint-Denis prend le nom du village de Saint-Denis situé à quatre kilomètres au sud de la réserve. On s'accorde généralement à dire que ce nom vient de celui de Léon Denis, un colon qui s'est installé dans les environs en 1904 et qui était originaire de Courcelles[Lequel ?] en France. Selon une tradition populaire, l’origine du nom du village serait due au hasard. Lorsque les habitants de Saint-Denis eurent à choisir le nom de leur village, ils mirent toutes les suggestions dans un chapeau et c'est ce nom qui sortit.

## Histoire
Avant l'arrivée des Européens, la région était occupée par les Cris des plaines, les Assiniboines et les Saulteaux. Elle a été utilisée au cours des XVIIIe et XIXe siècles pour les activités de trappage, de chasse et de cueillette. Le commerce des fourrures a provoqué une forte réduction, voire la disparition locale d'espèces comme le castor du Canada, le rat musqué, le bison d'Amérique du Nord et le wapiti. Les colons européens se sont installés dans la région à la fin du XIXe siècle, ceux de Saint-Denis étaient d'origine française. La proportion des terres naturelles a fortement diminué au cours du XXe siècle où seuls les endroits impropres à la culture ont été épargnés.
Le Service canadien de la faune a acquis les terrains du site en 1967 à des propriétaires privés. En 1968, il en fait un centre de recherche in situ dont le but initial était de mener des recherches sur la manière dont les pratiques agricoles modifient la production des oiseaux aquatiques. Le choix du site était dû à son abondance de zones humides et à la proximité de Saskatoon, où existait un nouveau centre de recherche sur les oiseaux migrateurs des Prairies (maintenant le Centre de recherche faunique des Prairies et du Nord) sur le campus de l'Université de la Saskatchewan. Le site de Saint-Denis a changé maintes fois de statut depuis sa création, pour prendre le statut de « réserve nationale de faune » en 1978. C'est la seule aire protégée d'Environnement Canada à porter le statut anglais de « National Research Area ».

## Milieu naturel

### Flore
La partie la plus haute de la réserve comprend 78 % de la réserve. À l'origine, les sites les plus secs et graveleux étaient dominés par la prairie de stipe du Nord (Hesperostipa curtiseta), d'élyme lancéolé (Elymus lanceolatus) et de stipe chevelue (Hesperostipa comata) alors que les sites les plus limoneux et humides étaient dominés par la prairie de fétuque de Hall (Festuca hallii), d'élyme lancéolé et de stipe du Nord.
Au cours du XXe siècle, une grande partie de ces sites a été modifiée par l'activité humaine, qu'elle soit délibérée ou non. Les prairies sont maintenant dominées en majorité par des mauvaises herbes, la culture annuelle et des fourrages vivaces d'origine européenne. De plus, la suppression des feux pour protéger les infrastructures humaines a contribué à agrandir les zones dominées par les arbres et les arbustes. Ces espèces sont le peuplier faux-tremble (Populus tremuloides), la symphorine de l'Ouest (Symphoricarpos occidentalis), le rosier des prairies (Rosa arkansana) et le chalef argenté (Elaeagnus commutata). On y trouve aussi des bosquets moins étendus de cerisier de Virginie (Prunus virginiana) et d'amélanchier à feuilles d'aulne (Amelanchier alnifolia). L'absence de feu a permis à plusieurs espèces exotiques de s'établir dans la prairie comme le brome inerme (Bromus inermis), le pâturin des prés (Poa pratensis), le chardon des champs (Cirsium arvense), le laiteron des champs (Sonchus arvensis) et le mélilot jaune (Melilotus officinalis).
Les sites les plus bas, à proximité des étangs sont composés de boisements de peuplier faux-tremble, de peuplier baumier (Populus balsamifera) et de saule (Salix spp.). Quant aux prairies, leur composition varie selon le taux de salinité du sol, les moins salines étant occupées par les pâturins (Poa spp.), les calamagrostides (Calamagrostis spp.) et les carex (Carex spp.). Pour les plus salines, on y trouve le distichlis dressé (Distichlis spicata), l'orge queue-d'écureuil (Hordeum jubatum), l'herbe à gomme commune (Grindelia squarrosa) et la salicorne rouge (Salicornia rubra). Les espèces exotiques envahissantes sont courantes : chiendent commun (Elymus repens), brome inerme, laiteron des champs.
Finalement, les étangs comprennent une flore composée de quenouille à feuilles larges (Typha latifolia), de scirpe (Scirpus spp.), de scholochlée (Scholochloa festucaceae), de renouée émergée (Persicaria amphibia), de myriophylle de Sibérie (Myriophyllum sibiricum) et de lenticule turionifère (Lemna turionifera).

### Faune
On compte 19 espèces de mammifères observées dans la réserve. Celles ayant le plus d'impact sur la végétation sont le gaufre gris (Thomomys talpoides) dans le site des hautes-terres avec les monticules qu'il crée et le rat musqué (Ondatra zibethicus) dans les sites les plus bas. Les oiseaux sont prédatés par plusieurs espèces, dont le renard roux (Vulpes vulpes), le coyote (Canis latrans), le raton laveur (Procyon lotor), l'hermine (Mustela erminea), le vison d'Amérique (Neovison vison), la mouffette rayée (Mephitis mephitis), le spermophile de Franklin (Spermophilus franklinii) et le spermophile rayé (Spermophilus tridecemlineatus). Le cerf de Virginie (Odocoileus virginiana) et le cerf mulet (Odocoileus hemionus) se reposent dans les boisements et se nourrissent dans les cultures de fourrage vivace.
Plus de 100 espèces d'oiseaux ont été observées dans la région de Saint-Denis, dont 75 pourraient s'y reproduire. Malgré la petite taille de la réserve, certaines populations sont assez importantes pour qu'il y ait eu par le passé pour y tenir des recherches. Ces espèces sont le canard colvert (Anas platyrynchos), le canard chipeau (Anas strepera), la sarcelle à ailes bleues (Anas discors), la sarcelle à ailes vertes (Anas carolinensis), le fuligule à dos blanc (Aythya valisineria), le canard d'Amérique (Anas americana), le petit fuligule (Aythya affinis), la corneille d'Amérique (Corvus brachyrhynchos), la pie d'Amérique (Pica pica). L'hirondelle bicolore (Tachycineta bicolor) est présente à la suite de l'installation de 250 nichoirs dans la réserve.
Trois espèces d'amphibiens sont présentes dans la réserve : la grenouille des bois (Lithobates sylvaticus), la rainette faux-grillon boréale (Pseudacris maculata) et le crapaud du Canada (Anaxyrus hemiophrys). Une seule espèce de reptile est présente, la couleuvre des Plaines (Thamnophis radix). Il n'y a aucune espèce de poisson dans les étangs.